# Xanthorhoe columella
Xanthorhoe columella là một loài bướm đêm trong họ Geometridae.